# Gare de Külsővat
La gare de Külsővat (en hongrois : Külsővat vasútállomás) est une halte ferroviaire hongroise, située à Külsővat.